# Fordia brachybotrys
Fordia brachybotrys är en ärtväxtart som beskrevs av Elmer Drew Merrill. Fordia brachybotrys ingår i släktet Fordia och familjen ärtväxter. Inga underarter finns listade i Catalogue of Life.